# Compsodrillia albonodosa
Compsodrillia albonodosa är en snäckart som först beskrevs av Carpenter 1857.  Compsodrillia albonodosa ingår i släktet Compsodrillia och familjen Turridae. Inga underarter finns listade i Catalogue of Life.